# Philón (építész)
Philón (Φίλων, i. e. 300 körül működött) ókori görög építész.
Pireuszban számos hajó befogadására alkalmas kikötőt épített. Nem csupán gyakorlatban értett mesterségéhez, hanem könyvet is írt róla. A művet Marcus Vitruvius Pollio is említi.